# Lemon & Paeroa

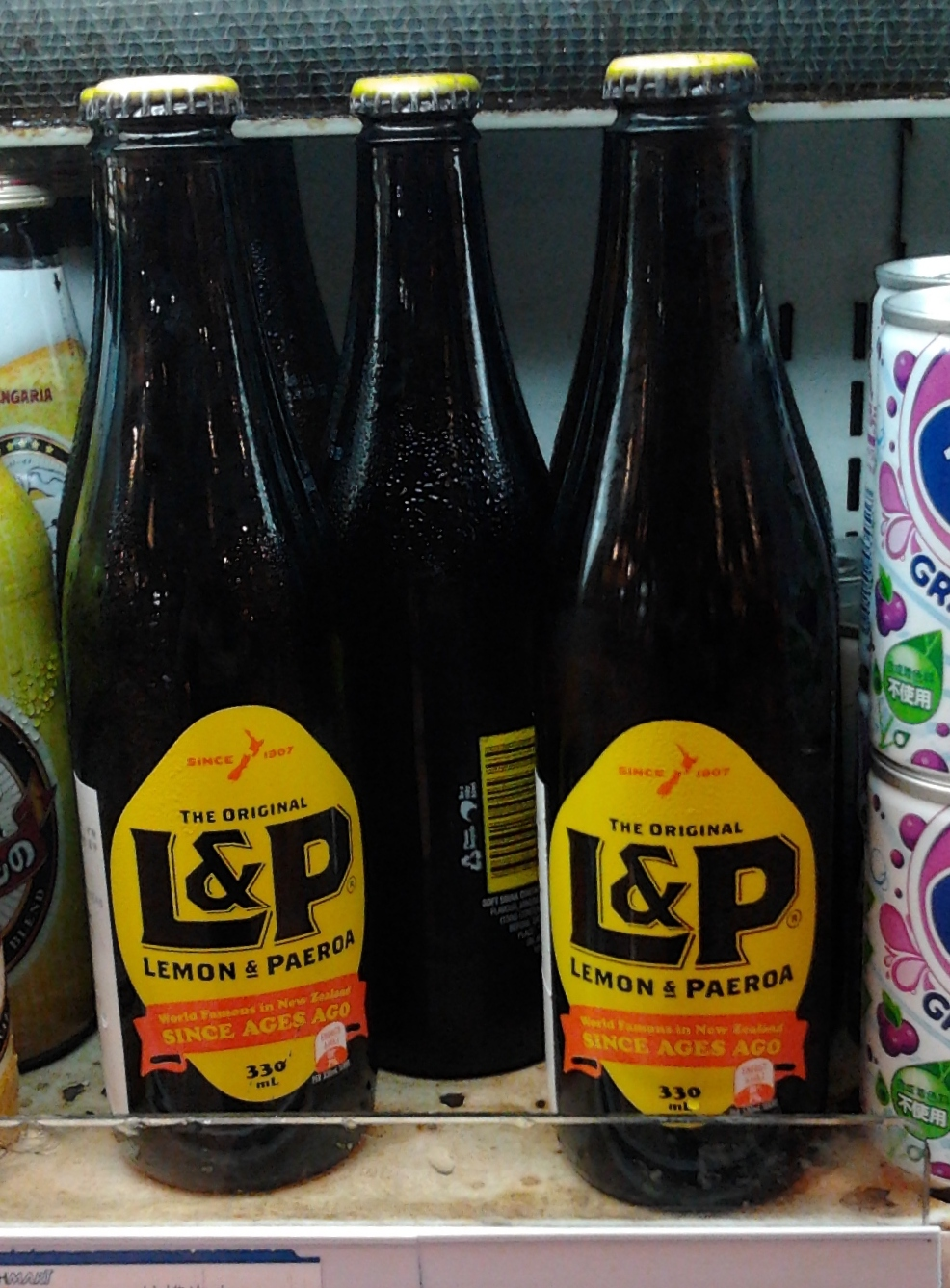
L&P-flaskor

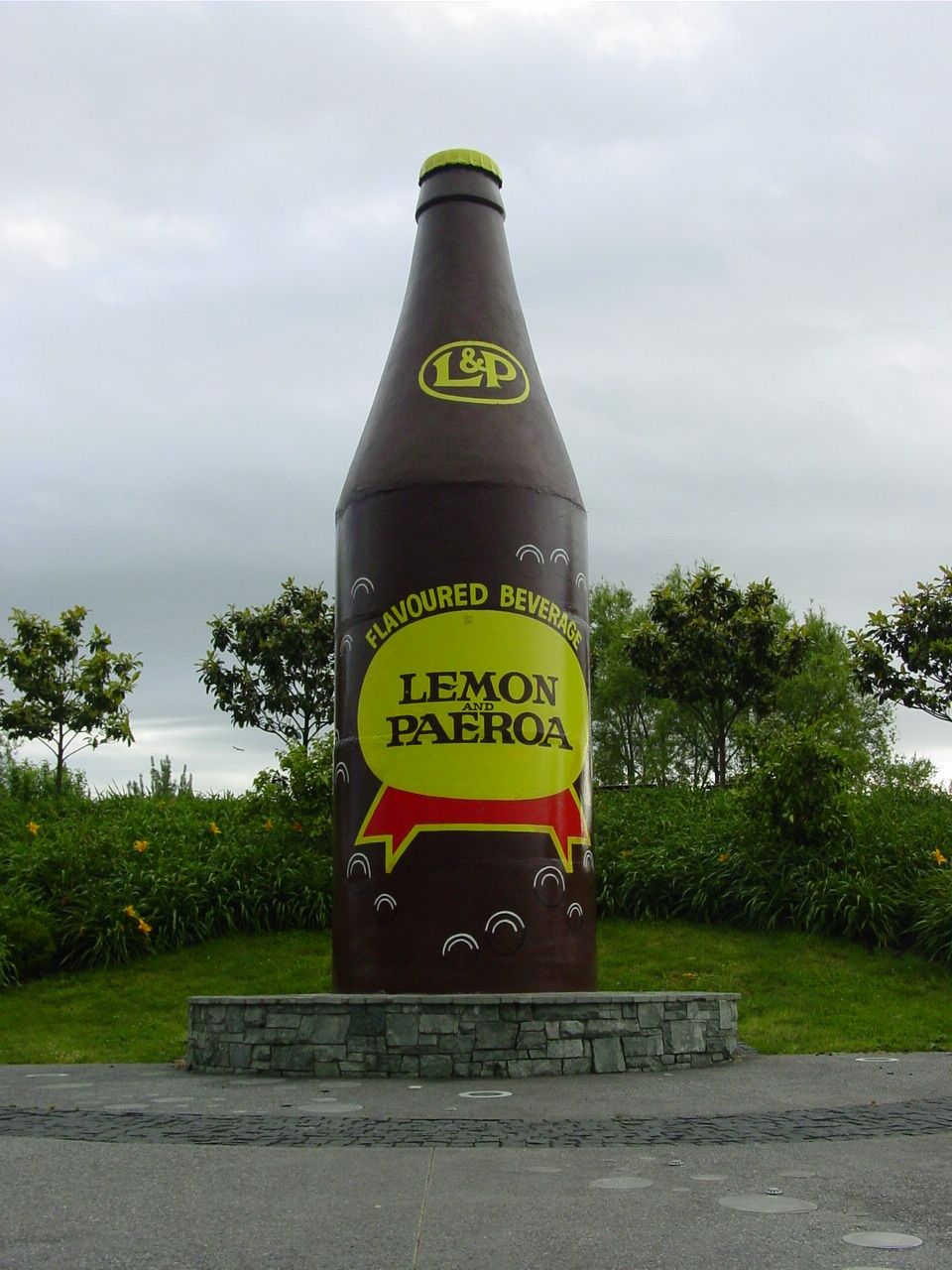
Den jättelika L&P-flaskan i Paeroa, med den design som användes från 1970- till 1990-talet.

Lemon & Paeroa, eller helt enkelt L&P, är en läskedryck med citronsmak, som tillverkas av Coca-Cola Amatil i Nya Zeeland. Den görs av citronsaft blandat med kolsyrat mineralvatten från staden Paeroa.